# International Socialism
«International Socialism» («Международный социализм») — теоретический журнал, выходящий раз в три месяца, издающийся британской Социалистической рабочей партией. Редактором журнала долго был Крис Харман, в настоящее время в его редакцию входит Алекс Каллиникос.

## Краткое описание
«International Socialism» начал издаваться в качестве второго теоретического журнала группы «Socialist Review» в 1958 году (первым был журнал «Socialist Review», издававшийся с 1950 года, по имени которого и была названа группа). 2-й и 3-й номера журнала, изданные в 1959 году, вышли в виде книги Тони Клиффа «Роза Люксембург». В 1960 году начинается новая нумерация. В 1962 году группа меняет название на «Международные социалисты», а издание «Socialist Review» прекращается, и «International Socialism» становится единственным теоретическим журналом организации.
После переименования организации в 1977 году в Социалистическую рабочую партию в начале 1978 года выходит последний 104-й номер журнал «International Socialism» в старом формате. С этого времени журнал начинает выходить в «книжном формате» под тем же названием, но с новой нумерацией. ISSN 1754-4653 (онлайн), 0020-8736 (печать)